# Amazonen-Werke
AMAZONEN-Werke H. Dreyer GmbH Co. KG (skrócona nazwa: Amazone) – niemiecki producent maszyn rolniczych i komunalnych. Macierzysta fabryka założona w 1883 roku przez Heinricha Dreyera znajduje się w Hasbergen-Gaste w powiecie Osnabrück. Jako producent maszyn zaczepianych zakłady Amazone są oferentem techniki rolniczej do uprawy roślin.

## Historia

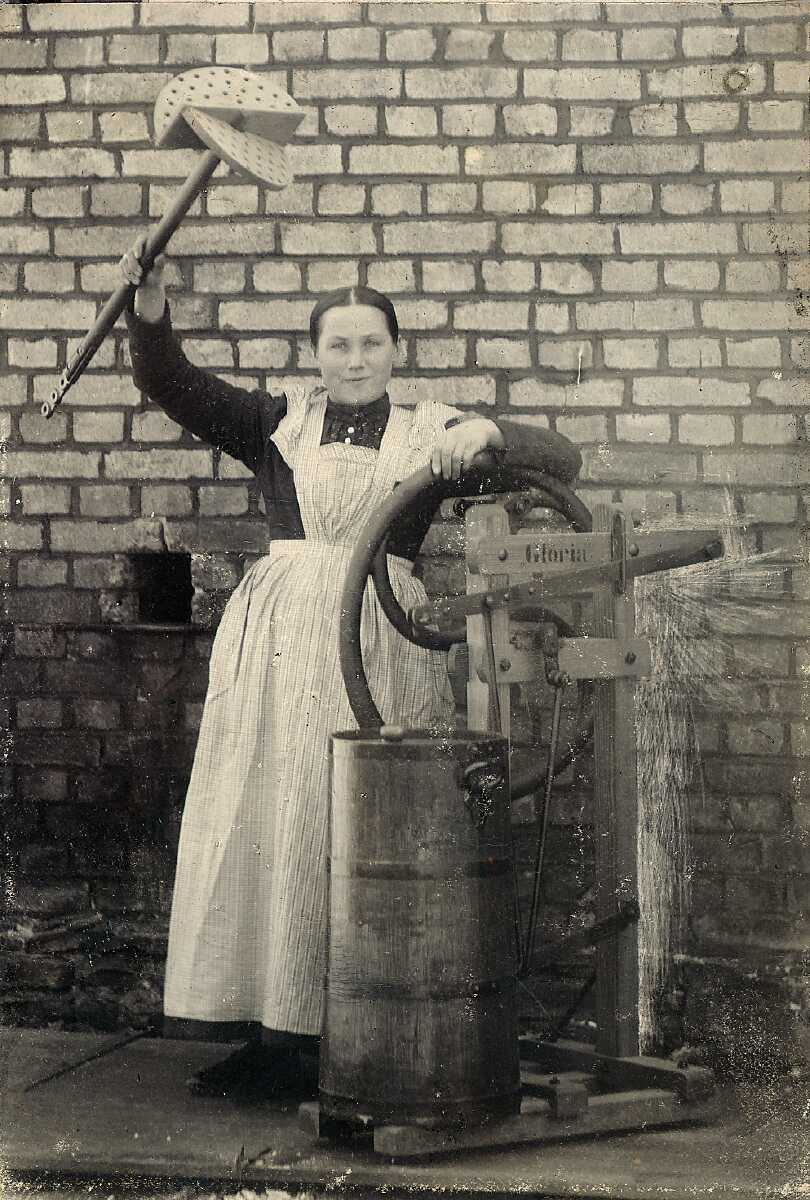
Pani Dreyer w 1902

Założyciel przedsiębiorstwa, Heinrich Dreyer rozpoczął w 1883 roku od produkcji maszyn do czyszczenia zboża, później doszły do tego pługi, kultywatory, sortowniki do ziemniaków, a w roku 1915 pojawiły się pierwsze rozsiewacze nawozów. H. Dreyer zaczął bardzo szybko eksportować swoje produkty i tak już w 1906 roku pierwsze maszyny do czyszczenia zboża zostały sprzedane do Valparaíso w Chile. Ekspansja prowadzona była pod hasłem: „Musimy iść w świat“. W roku 1942 na rynku pojawiły się pierwsze kopaczki do ziemniaków, w roku 1949 siewniki a w roku 1959 roztrząsacze do obornika. Ogromnym sukcesem okazał się produkowany od roku 1960 dwutarczowy rozsiewacz nawozów ZA oraz siewnik D4, które pozwoliły osiągnąć pozycję lidera rynku w tym segmencie maszyn. Rok 1967 to wejście przedsiębiorstwa w sektor uprawy gleby, gdzie zakłady Amazone jako pierwszy producent połączyły maszyny uprawowe napędzane przez WOM z siewnikami. Początkowo były to brony wibracyjne, później kultywatory wirnikowe, a na koniec do palety produktów doszły brony wirnikowe. Później, już po zjednoczeniu Niemiec, na rynek dostarczane były różne, pasywne maszyny uprawowe.
W 1998 roku została przejęta fabryka BBG Bodenbearbeitungsgeräte z Lipska
W roku 2008 założona została fundacja Amazone, która w następnym roku po raz pierwszy wyróżniła młodych konstruktorów za ich studenckie prace dyplomowe w obszarze techniki rolniczej. W roku 2009 dokonano rozbudowy magazynu centralnego w Hasbergen-Gaste, co pozwoliło na podwojenie możliwości zaopatrzenia odbiorców części zamienne. W tym samym roku firma Amazone rozpoczęła montaż siewników wielkopowierzchniowych w nowych zakładach w Hude-Altmoorhausen a w Tecklenburg-Leeden ruszyła produkcja własnych, samojezdnych opryskiwaczy polowych „Pantera“. Zaprezentowano także autonomicznego robota polowego nazwanego BoniRob wykorzystywanego do prób badawczych bazujących na siewie punktowym a skonstruowanego w kooperacji z Wyższą Szkołą Zawodową Osnabrück, firmą Robert Bosch GmbH oraz innymi partnerami.
W styczniu 2010 w Hasbergen-Gaste została oddana do użytku nowa hala służąca testowaniu rozsiewaczy nawozów. Można w niej badać rozsiewacze nawozów o szerokości roboczej do 72 metrów, sprawdzając zarówno maszyny jak i nowe rodzaje nawozów pod względem właściwości rozsiewu oraz błyskawicznie podawać odpowiednie nastawy dla rozsiewaczy nawozów Amazone. Taka hala badawcza jest wyjątkiem w zakresie ustalania nastaw.
Po ogromnym sukcesie pierwszych Dni Pola Amazone – „AMATECHNICA“ w maju 2005 powtórzono tę imprezę we wrześniu 2010. Klienci oraz wszyscy zainteresowani z całego świata mogli się przekonać o możliwościach nowych oraz od dawna sprawdzonych maszyn rolniczych.
We wrześniu 2016 r. została przejęta fabryka produkująca pługi upadającej austriackiej firmy Vogel & Noot w węgierskim Mosonmagyaróvár.

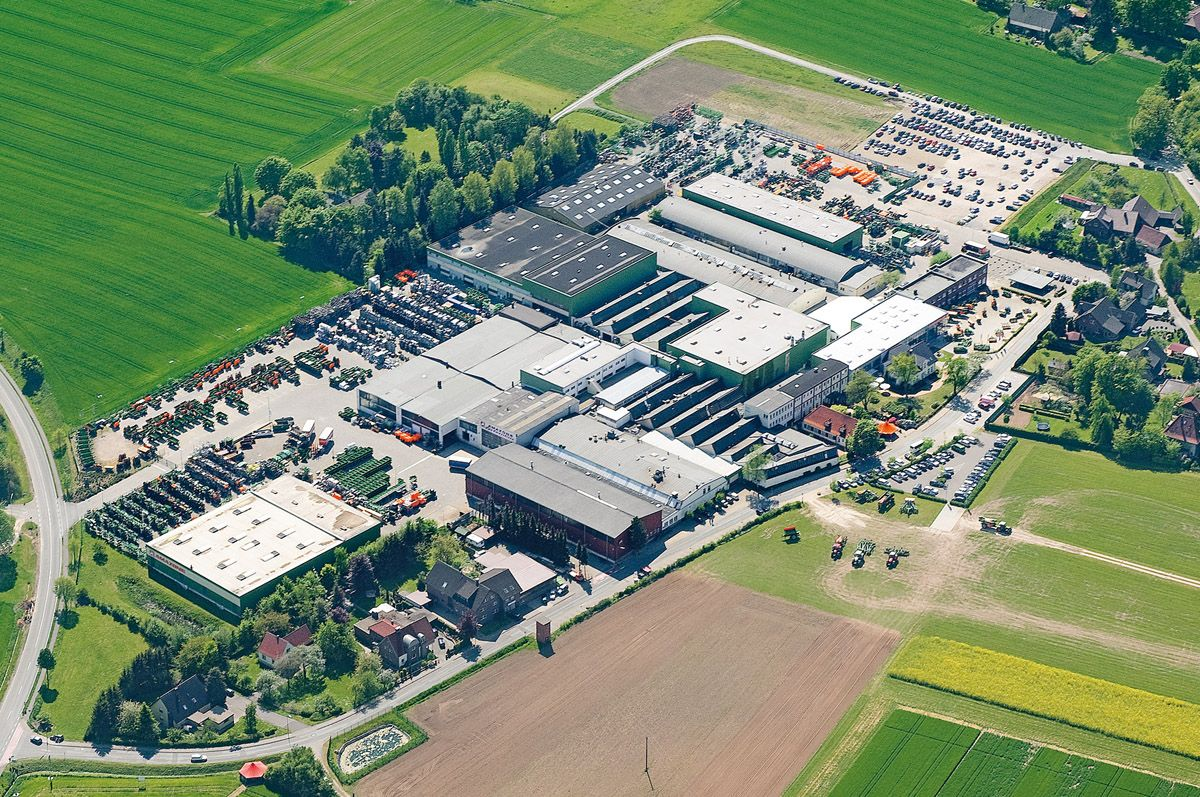
Macierzystych w Hasbergen-Gaste, Niemcy.

## Struktura przedsiębiorstwa
Całość udziałów w przedsiębiorstwie należy do obu rodzin Dreyer. Podczas, gdy Heinz Dreyer oraz Klaus Dreyer, prowadzili firmę przez prawie 50 lat i w dalszym ciągu aktywnie uczestniczą w działaniach kierownictwa, to główna odpowiedzialność spoczywa dzisiaj na barkach 4.  pokolenia rodziny w osobach Christiana Dreyera i Justusa Dreyera. Liczba pracowników wynosi w sumie około 1700, obroty za rok 2012 ok. 460 milionów Euro, eksport realizowany jest do ponad 70 krajów a jego udział w sprzedaży stanowi 75% (stan w roku 2012). Klientami zakładów Amazone są rolnicy, przedsiębiorstwa świadczące usługi rolnicze, firmy komunalne oraz pokrewne branże.

### Miejsca produkcji
Zakłady produkcyjne – obok macierzystych w Hasbergen-Gaste – znajdują się w następujących miejscowościach:
- Hude koło Oldenburga,
- Forbach (Francja): maszyny komunalne,
- Lipsk: BBG-maszyny uprawowe (dawne Rudolf Sack Leipzig),
- Leeden (miasto Tecklenburg): AmazoneTechnologieLeeden,
- Samara (Rosja) GAG Eurotechnik Samara,

W Niemczech, firma Amazone posiada 5 przedstawicielstw fabrycznych, to jest w Rendsburg, Gottin, Winningen/Mosel, Altheim oraz Gablingen.
Przedstawicielstwa handlowych w Europie w liczbie 6, znajdują się w Wielkiej Brytanii, Francji, Polsce, Ukrainie, na Węgrzech i w Rosji.

### Paleta produktów
Firma Amazone buduje maszyny do uprawy gleby, siewniki zwykłe i do siewu punktowego, rozsiewacze nawozów oraz różne wersje opryskiwaczy polowych. Przedsiębiorstwo wytwarza także maszyny do pielęgnacji parków i terenów zielonych a także sprzęt do służb zimowych. Równolegle do produkcji maszyn rolniczych zakłady Amazone, w ramach programu Koncepcja Active prowadzą również liczne projekty i badania w zakresie uprawy roślin.

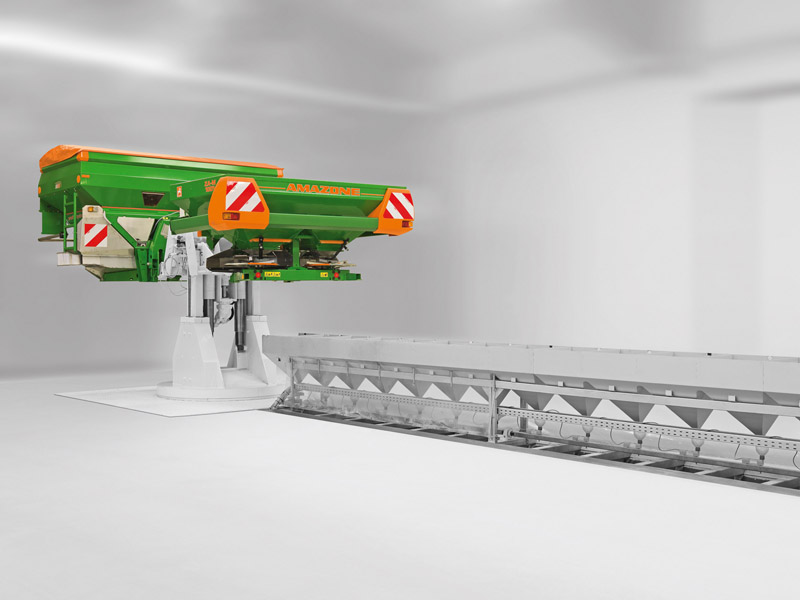
Nowa hala testowa rozsiewaczy oraz nowych nawozów
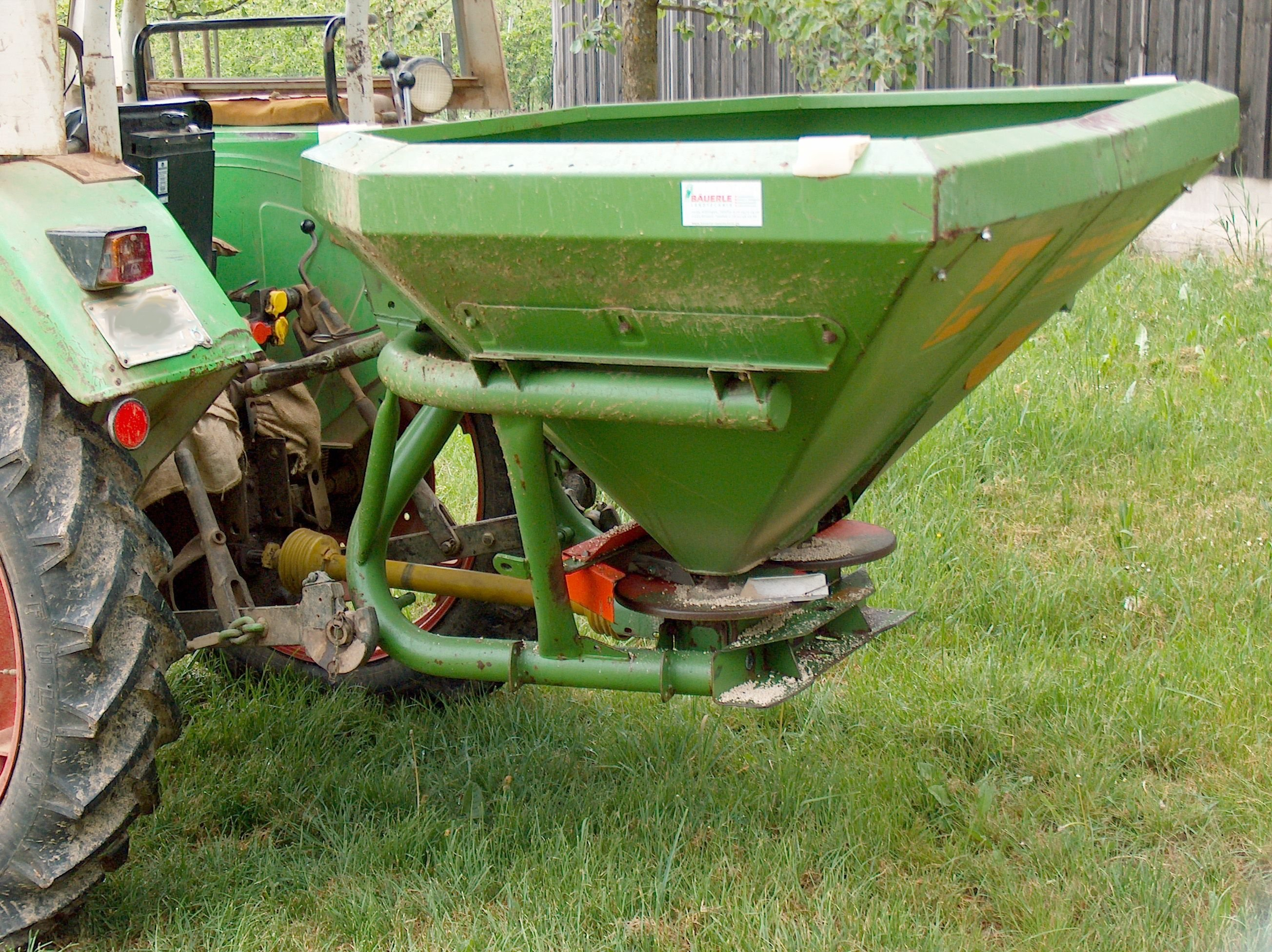
Rozsiewacze nawozów serii ZAF
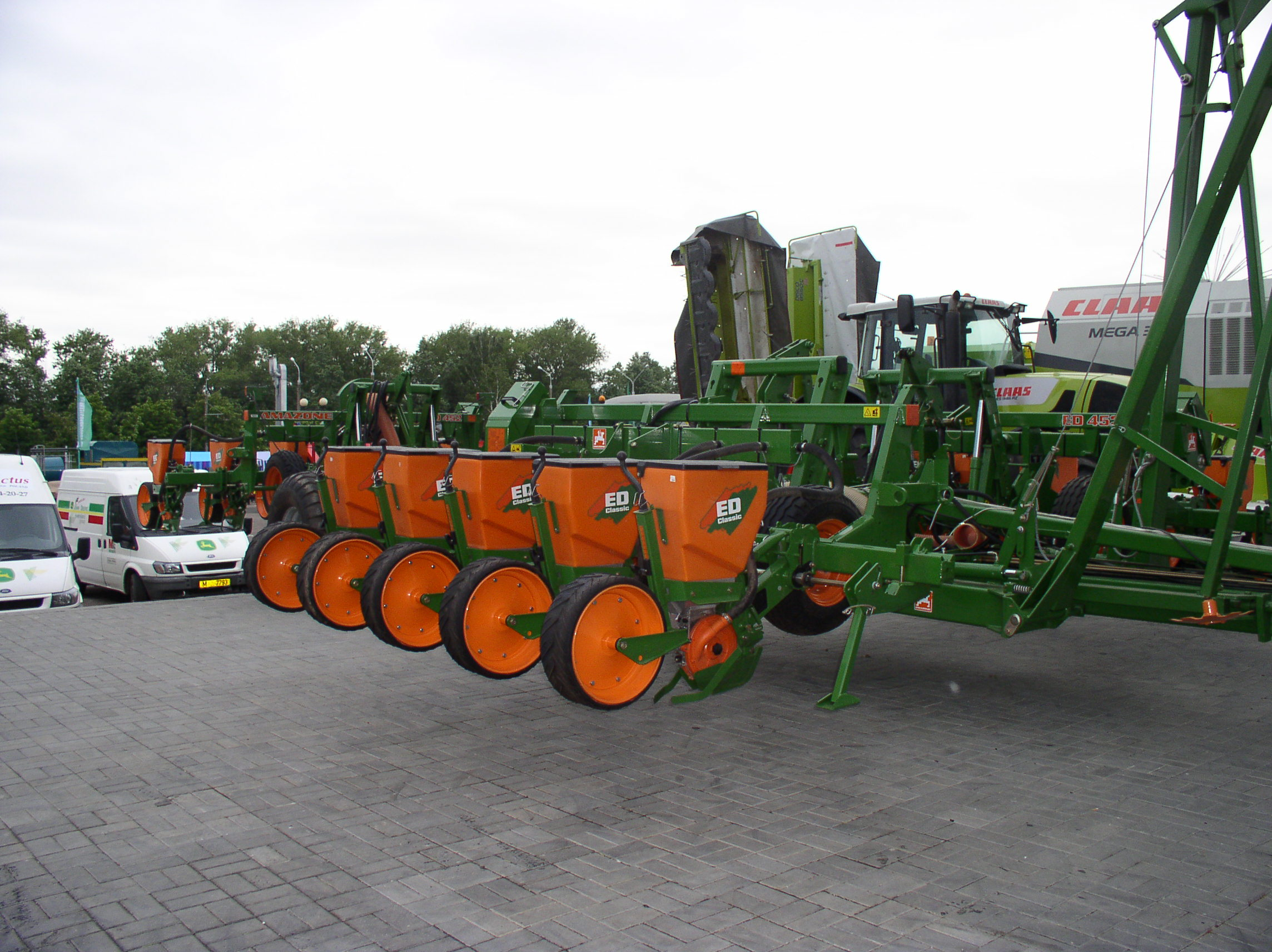
Zestw do kukurydzy
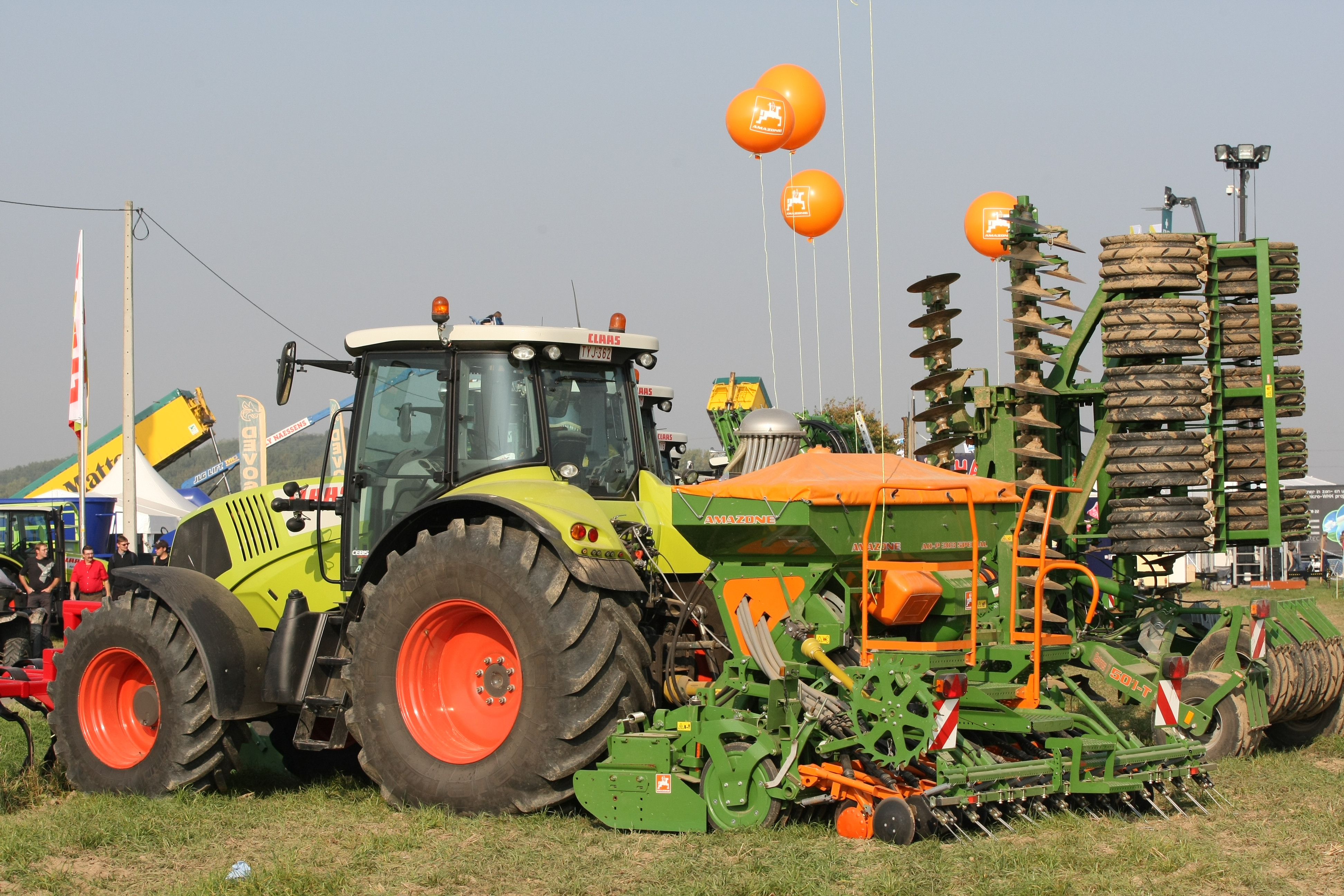
Siewnik nabudowany na bronie wirnikowej, w tle, brona talerzowa
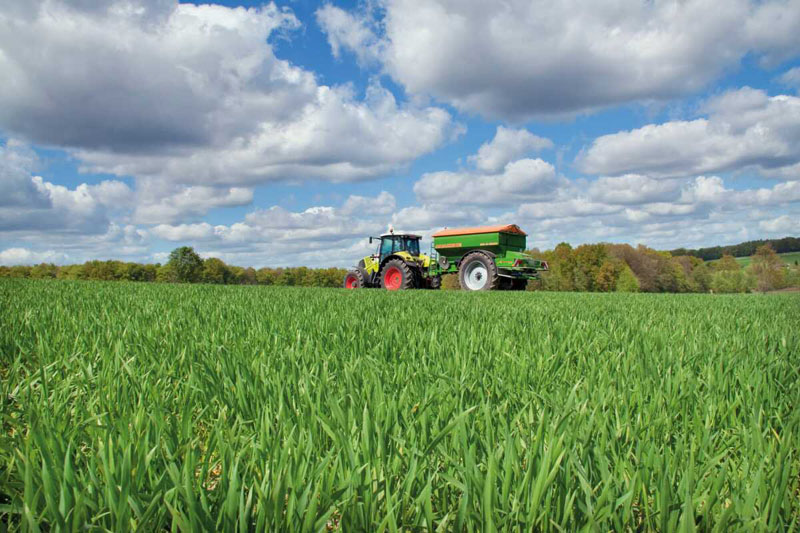
Zaczepiany rozsiewacz nawozów ZG-B ze zbiornikiem o pojemności do 8.200 litrów, szerokość robocza do 52 m
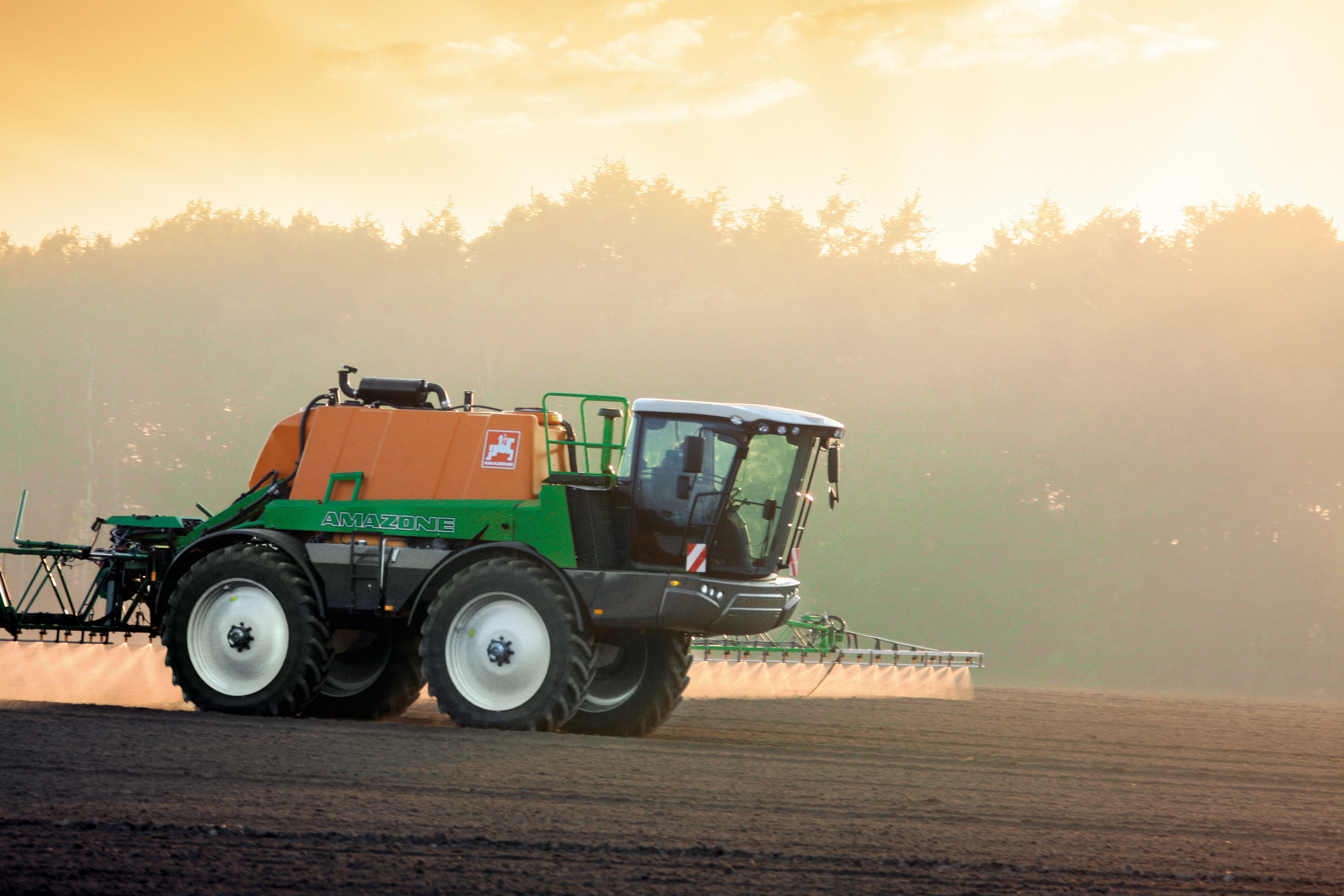
Amazone Pantera
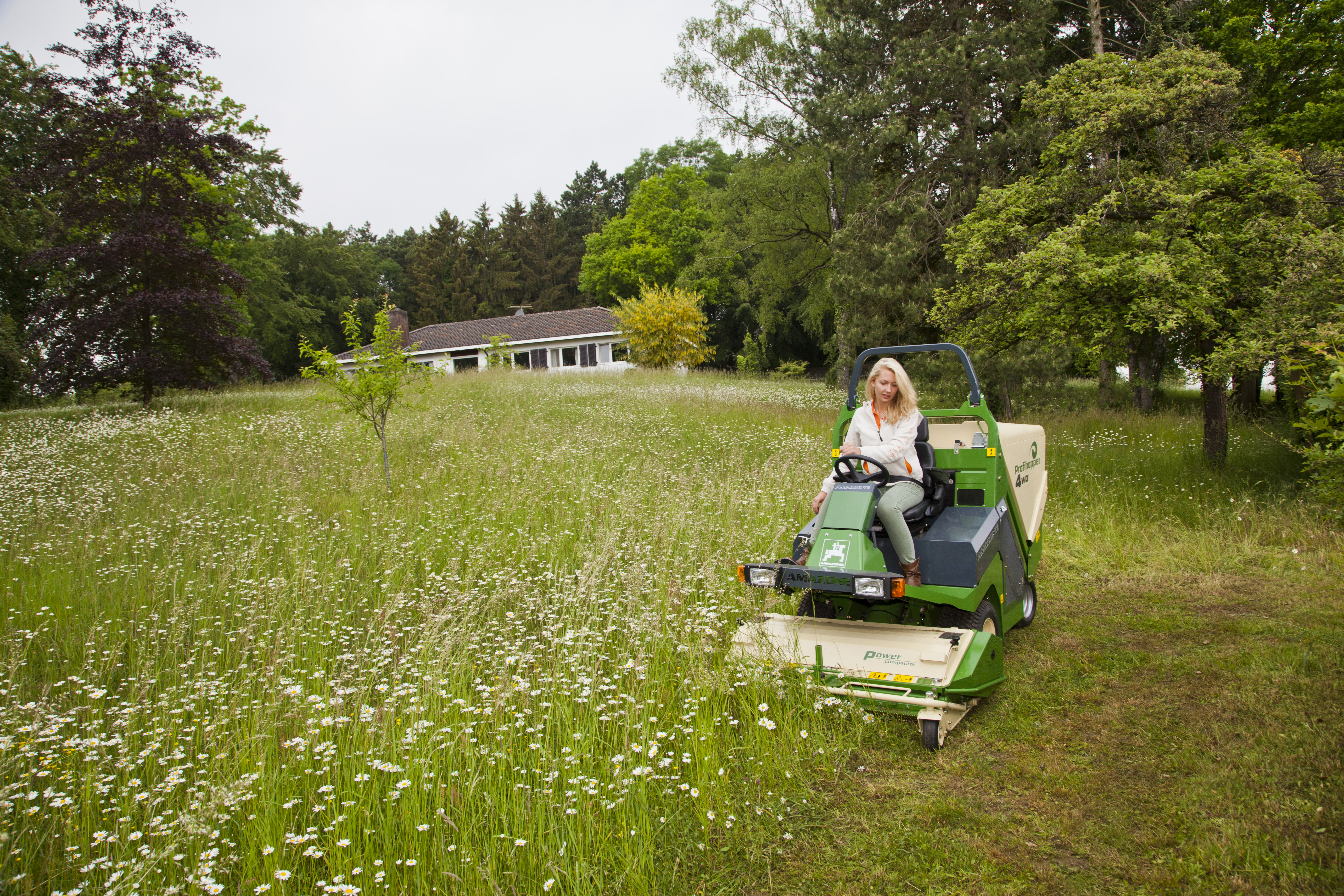
Amazone 4WDi Profihopper

## Literatura
- 125 Jahre Amazone. DLG-Verlag, 2008, ISBN 978-3-7690-0709-1, 147 S.; z licznymi kolorowymi ilustracjami.
- Klaus Dreyer: Die AMAZONE-Chronik. Landwirtschaftsverlag GmbH, ISBN 3-7843-3229-3, 151 stron
- Klaus Dreyer: Die Geschichte der BBG – von Rudloph Sack bis Amazone. DLG-Verlag, 2009, ISBN 978-3-7690-0750-3, 180 stron